# Paul Hastings Allen
Paul Hastings Allen (28 novembre 1883 - 28 septembre 1952) est un compositeur américain.